# Terex 33-19 Titan

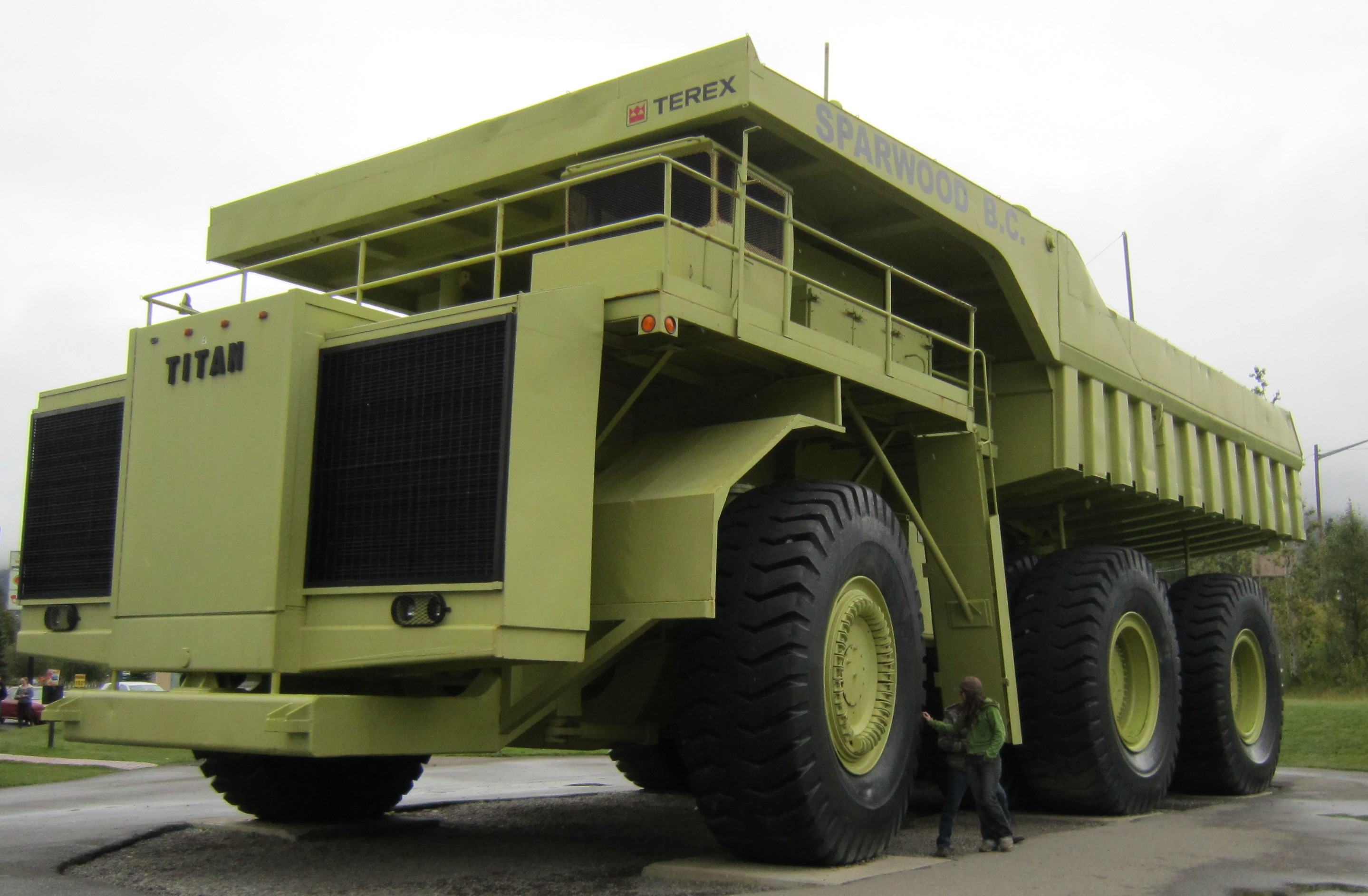

Terex 33-19 «Titan» — канадский грузовик-самосвал производства компании Terex, построенный в 1974 году. После создания и на протяжении многих лет был самым большим и грузоподъёмным автомобилем в мире. Имел три оси, собственную массу в 235 тонн и грузоподъёмность в 350 тонн. Автосамосвал Terex Titan служил на разработках 1974-91 гг. Длина грузовика составляет 66 футов (20 метров), высота — 22,6 фута (6,9 метра). 56 футов (17,1 метра) — высота с поднятым кузовом. Максимальная скорость полностью загруженного автомобиля составляла 48 км/ч. Дизель-электрическая силовая установка EMD (Electro-Motive Division, производства моторного подразделения GM). В её состав входит дизельный двигатель V16, с рабочим объёмом цилиндров 169,5 л — от железнодорожного локомотива, мощностью — 2460 кВт, а также четыре электромотора (в каждом заднем колесе). С 1992 г. Выставлен под открытым небом как исторический экспонат в Канадском городе Sparwood.